# Paul Bourillon
Paul Bourillon (Marmanda, 14 de gener de 1877 - Ídem, 14 d'abril de 1942) va ser un ciclista francès que fou professional entre 1895 i 1899. Es dedicà principalment al ciclisme en pista i la modalitat de velocitat, en què guanyà un Campionat del Món de 1896.

## Palmarès
- 1896
  -  Campió del món de velocitat
  - 1r al Gran Premi de Ginebra
- 1897
  -  Campió de França de velocitat
  - 1r al Gran Premi d'Anvers
  - 1r al Gran Premi de Berlín
  - 1r al Gran Premi de Brussel·les
  - 1r al Gran Premi de Hannover
- 1898
  - 1r al Gran Premi de París
  - 1r al Gran Premi de Roubaix
  - 1r al Gran Premi de Berlín
- 1899
  -  Campió de França de velocitat
  - 1r al Gran Premi d'Anvers